# Mens Sana Basket 2012-2013
Questa voce raccoglie le informazioni riguardanti la Mens Sana Basket nelle competizioni ufficiali della stagione 2012-2013.

## Stagione
La stagione 2012-2013 della Mens Sana Basket, sponsorizzata Montepaschi, è la 36ª in Serie A. Il club senese, inoltre, partecipa per la 10ª volta all'Eurolega, per la 7ª volta alla Supercoppa italiana e disputa le Final Eight di Coppa Italia.
All'inizio della nuova stagione la Lega Basket decise di modificare il regolamento riguardo al numero di giocatori stranieri da schierare contemporaneamente in campo. Si decise così di optare per la scelta della formula con 7 giocatori stranieri di cui massimo 3 non appartenenti a Paesi appartenenti alla FIBA Europe o alla convenzione di Cotonou.

## Roster

### Staff tecnico e dirigenziale
- Allenatore: Luca Banchi
- Vice Allenatore: Marco Crespi
- Assistente: Alessandro Magro
- Preparatore Atletico: Giustino Danesi De Luca
- Preparatore Atletico: Maurizio Forconi
- Preparatore Atletico: Francesco Berrè
- Medico: Giovanni Maria Vassallo
- Medico: Cosetta Meniconi
- Osteopata: Paolo Valacchi
- Fisioterapista: Filippo Borghi
- Fisioterapista: Sebastiano Cencini
- Nutrizionista: Guido Porcellini

- Presidente: Cesare Lazzeroni  (dal 29 dicembre)
- Presidente: Ferdinando Minucci (fino al 29 dicembre)
- Vicepresidente: Luca Ciurlia (dal 29 dicembre)
- Vicepresidente: Paola Serpi (fino al 29 dicembre)
- Amministratore Delegato: Luca Anselmi
- General Manager:	Ferdinando Minucci
- Segretario Generale: Olga Finetti
- Direttore Sportivo: Jacopo Menghetti
- Team Manager: Matteo Borsi
- Addetto agli arbitri: Antonio Tasso
- Segreteria di Presidenza: Serena Marchi
- Relazioni internazionali: Joanna Brett Martin
- Relazioni Esterne: Fabrizio Stelo
- Addetto stampa: Ylenia Girolami
- Addetto stampa: Riccardo Caliani
- Msb Tv: Antonio Tasso
- Organizzazione eventi: Erika Perugini
- Segreteria: Marco Cubattoli
- Biglietteria: Benedetta Collini
- Marketing, Organizzazione e Pubblicità: Agenzia Best Solutions
- Marketing, Organizzazione e Pubblicità: Essedue Promotion
- Resp.le sito Internet: Rosanna Mereu
- Resp.le statistiche Lega: Rosanna Mereu
- Resp.le Organizzativo Sett. Giovanile: Marcello Billi
- Resp.le Tecnico Sett. Giovanile:	Michele Catalani

## Mercato
| Arrivi | Arrivi             | Arrivi          | Arrivi        |
| R      | Nome               | da              | Modalità      |
| ------ | ------------------ | --------------- | ------------- |
| C      | Mario Kasun        | KK Zagabria     | definitivo    |
| P      | Bobby Brown        | EWE Oldenburg   | definitivo    |
| C      | Benjamin Eze       | Olimpia Milano  | definitivo    |
| P      | Aleksandar Rašić   | Lietuvos rytas  | definitivo    |
| A      | Kristjan Kangur    | Pall. Varese    | definitivo    |
| AG     | Vikt'or Sanik'idze | Virtus Bologna  | definitivo    |
| AP     | Marcelus Kemp      | Beşiktaş        | definitivo    |
| G      | Matt Janning       | Junior Casale   | definitivo    |
| G      | Daniel Hackett     | V.L. Pesaro     | definitivo    |
| C      | Milovan Raković    | Žalgiris Kaunas | fine prestito |
| AC     | Nik'a Met'reveli   | Dinamo Sassari  | fine prestito |
| P      | David Cournooh     | A. Costa Imola  | fine prestito |

| Partenze | Partenze           | Partenze          | Partenze   |
| R        | Nome               | a                 | Modalità   |
| -------- | ------------------ | ----------------- | ---------- |
| P        | Bo McCalebb        | Fenerbahçe        | definitivo |
| P        | Nikos Zīsīs        | Bilbao Berri      | definitivo |
| AC       | David Andersen     | Fenerbahçe        | definitivo |
| G        | Igor Rakočević     | Stella Rossa      | definitivo |
| G        | Bootsy Thornton    | Dinamo Sassari    | definitivo |
| AC       | Kšyštof Lavrinovič | Žalgiris Kaunas   | definitivo |
| G        | Rimantas Kaukėnas  | Žalgiris Kaunas   | definitivo |
| AG       | Andrea Michelori   | Juvecaserta       | definitivo |
| AP       | Jonas Mačiulis     | Panathīnaïkos     | definitivo |
| AP       | Pietro Aradori     | Pall. Cantù       | definitivo |
| C        | Milovan Raković    | Bilbao Berri      | definitivo |
| AC       | Nik'a Met'reveli   | Napoli Basketball | prestito   |
| P        | David Cournooh     | B.blù Bologna     | prestito   |
| G        | Mattia Udom        | Affrico Firenze   | prestito   |

## Risultati

### Serie A

#### Regular season

##### Girone di andata
| Arbitri: | Paolo Taurino (Vignola) Alessandro Vicino (Argelato) Emanuele Aronne (Viterbo) |

|                                 |            |                           |
| Brunner 13 Jeremić 10 Taylor 10 | Punti      | 13 Brown 10 Kangur 9 Ress |
| Cinciarini 3                    | Assist     | 5 Hackett                 |
| Taylor 10                       | Rimbalzi   | 7 Moss                    |
| Massimiliano Menetti            | Allenatori | Luca Banchi               |

| Arbitri: | Luigi Lamonica (Roseto degli Abruzzi) Carmelo Lo Guzzo (Pisa) Davide Ramilli (Forlì) |

|                         |            |                                   |
| Brown 18 Moss 15 Eze 12 | Punti      | 17 Gibson 11 Viggiano 10 Formenti |
| Hackett 7               | Assist     | 3 Reynolds                        |
| Eze 11                  | Rimbalzi   | 6 Simmons                         |
| Luca Banchi             | Allenatori | Piero Bucchi                      |

| Arbitri: | Roberto Chiari (Ponzano Veneto) Massimiliano Filippini (San Lazzaro) Alessandro Martolini (Roma) |

|                          |            |                                  |
| Ere 20 Green 16 Banks 14 | Punti      | 20 Hackett 16 Kasun 8 Carraretto |
| Green 8                  | Assist     | 6 Hackett                        |
| Polonara 10              | Rimbalzi   | 7 Eze, Kasun                     |
| Frank Vitucci            | Allenatori | Luca Banchi                      |

| Arbitri: | Guerrino Cerebuch (Trieste) Luca Weidmann (Campobasso) Gianluca Calbucci (Pomezia) |

|                                  |            |                                 |
| Brown 13 Janning 10 Sanik'idze 9 | Punti      | 14 Cavaliero 13 Barbour 8 Bryan |
| Brown 5                          | Assist     | 3 Barbour                       |
| Kasun 10                         | Rimbalzi   | 6 Barbour, Bryan                |
| Luca Banchi                      | Allenatori | Giampiero Ticchi                |

| Arbitri: | Tolga Sahin (Messina) Alessandro Vicino (Argelato) Davide Ramilli (Forlì) |

|                                           |            |                                |
| Mavunga 14 Robinson 10 Laganà, Brackins 6 | Punti      | 20 Brown 14 Carraretto 8 Rašić |
| Chrysikopoulos, Moore 2                   | Assist     | 6 Hackett                      |
| Laganà 6                                  | Rimbalzi   | 7 Kangur                       |
| Massimo Cancellieri                       | Allenatori | Luca Banchi                    |

| Arbitri: | Roberto Chiari (Ponzano Veneto) Dino Seghetti (Livorno) Guido Federico Di Francesco (Teramo) |

|                                  |            |                                |
| Brown 26 Hackett 13 Sanik'idze 9 | Punti      | 13 Gentile 12 Hairston 11 Cook |
| Brown, Sanik'idze 2              | Assist     | 5 Cook                         |
| Sanik'idze 9                     | Rimbalzi   | 7 Fōtsīs, Hendrix, Langford    |
| Luca Banchi                      | Allenatori | Sergio Scariolo                |

| Arbitri: | Guerrino Cerebuch (Trieste) Mauro Pozzana (Udine) Alessandro Martonlini (Roma) |

|                            |            |                          |
| Lawal 19 Datome 15 Goss 13 | Punti      | 22 Brown 18 Moss 12 Ress |
| Taylor 7                   | Assist     | 9 Brown                  |
| Lawal 8                    | Rimbalzi   | 9 Sanik'idze             |
| Marco Calvani              | Allenatori | Luca Banchi              |

| Arbitri: | Dino Seghetti (Livorno) Paolo Quacci (Albuzzano) Massimiliano Barni (Conegliano) |

|                                           |            |                                    |
| Brown 20 Janning 12 Kangur, Sanik'idze 10 | Punti      | 22 Jelovac 11 Mordente 11 Akindele |
| Moss 4                                    | Assist     | 5 Mordente                         |
| Ress, Moss 5                              | Rimbalzi   | 6 Jonušas                          |
| Luca Banchi                               | Allenatori | Stefano Sacripanti                 |

| Arbitri: | Luigi Lamonica (Roseto degli Abruzzi) Carmelo Lo Guzzo (Pisa) Gianluca Calbucci (Pomezia) |

|                                          |            |                                          |
| Mark'oishvili 15 Tabu 16 Brooks, Cusin 6 | Punti      | 158 Moss 10 Sanik'idze 8 Kangur, Hackett |
| Leunen 5                                 | Assist     | 4 Brown                                  |
| Mark'oishvili 11                         | Rimbalzi   | 8 Sanik'idze                             |
| Andrea Trinchieri                        | Allenatori | Luca Banchi                              |

| Arbitri: | Tolga Sahin (Messina) Alessandro Vicino (Argelato) Maurizio Biggi (Cavenago) |

|                               |            |                                |
| Kangur 22 Brown 20 Janning 18 | Punti      | 15 Shakur 14 Richardson 10 Ebi |
| Brown 8                       | Assist     | 5 Shakur                       |
| Sanik'idze 5                  | Rimbalzi   | 6 Johnson, Shakur              |
| Luca Banchi                   | Allenatori | Gianluca Tucci                 |

| Arbitri: | Luigi Lamonica (Roseto degli Abruzzi) Massimiliano Filippini (San Lazzaro) Gabriele Bettini (Bologna) |

|                                       |            |                                       |
| Brown 15 Moss 13 Hackett 12           | Punti      | 12 Vitali 12 Johnson 10 Perić, Harris |
| Moss 4                                | Assist     | 9 Johnson                             |
| Eze, Moss, Ortner, Ress, Sanik'idze 4 | Rimbalzi   | 14 Stipanović                         |
| Luca Banchi                           | Allenatori | Luigi Gresta                          |

| Arbitri: | Dino Seghetti (Livorno) Carmelo Paternicò (Piazza Armerina) Guido Federico Di Francesco (Teramo) |

|                                      |            |                            |
| Smith 28 Hasbrouck 12 Gigli, Imbrò 8 | Punti      | 15 Janning 15 Moss 14 Ress |
| Moraschini 2                         | Assist     | 5 Brown                    |
| Gigli, Smith 9                       | Rimbalzi   | 6 Ress                     |
| Alex Finelli                         | Allenatori | Luca Banchi                |

| Arbitri: | Robeto Chiari (Ponzano Veneto) Marco Giansanti (Roma) Evangelista Caiazza (Arzano) |

|                                |            |                           |
| Diawara 16 Young 14 Rosselli 8 | Punti      | 17 Brown 8 Moss 7 Hackett |
| Zoroski 4                      | Assist     | 5 Brown                   |
| Diawara 8                      | Rimbalzi   | 5 Moss, Ress              |
| Andrea Mazzon                  | Allenatori | Luca Banchi               |

| Arbitri: | Enrico Sabetta (Termoli) Paolo Quacci (Albuzzano) Davide Ramilli (Forlì) |

|                                |            |                               |
| Moss 23 Sanik'idze 13 Brown 12 | Punti      | 29 Burns 23 Amoroso 10 Steele |
| Hackett 6                      | Assist     | 5 Steele                      |
| Sanik'idze 12                  | Rimbalzi   | 11 Burns                      |
| Luca Banchi                    | Allenatori | Charlie Recalcati             |

| Arbitri: | Luigi Lamonica (Roseto degli Abruzzi) Marco Giansanti (Roma) Mark Bartoli (Trieste) |

|                                      |            |                                   |
| Easley 18 Vanuzzo 15 B. Sacchetti 15 | Punti      | 13 Brown 12 Sanik'idze 10 Hackett |
| T. Diener 12                         | Assist     | 3 B. Brown, Moss                  |
| Vanuzzo 7                            | Rimbalzi   | 6 Eze                             |
| Meo Sacchetti                        | Allenatori | Luca Banchi                       |

##### Girone di ritorno
| Arbitri: | Roberto Chiari (Ponzano Veneto) Paolo Quacci (Albuzzano) Denny Borgioni (Roma) |

|                                   |            |                                  |
| Moss 11 Hackett 10 Kangur, Ress 9 | Punti      | 14 Taylor 10 Siliņš 8 Cinciarini |
| Sanik'idze 6                      | Assist     | 4 Taylor                         |
| Sanik'idze 10                     | Rimbalzi   | 9 Brunner                        |
| Luca Banchi                       | Allenatori | Massimiliano Menetti             |

| Arbitri: | Luigi Lamonica (Roseto degli Abruzzi) Luca Weidmann (Campobasso) Gabriele Bettini (Bologna) |

|                                  |            |                               |
| Robinson23 Reynolds 21 Gibson 21 | Punti      | 27 Brown 17 Janning 15 Kangur |
| Reynolds 8                       | Assist     | 3 Brown                       |
| Simmons 10                       | Rimbalzi   | 7 Eze                         |
| Piero Bucchi                     | Allenatori | Luca Banchi                   |

| Arbitri: | Dino Seghetti (Livorno) Marco Giansanti (Roma) Guido Federico Di Francesco (Termoli) |

|                             |            |                            |
| Brown 23 Hackett 14 Moss 13 | Punti      | 20 Dunston 14 Ere 13 Banks |
| Brown 7                     | Assist     | 7 Green                    |
| Kangur, Moss 5              | Rimbalzi   | 8 Dunston, Green           |
| Luca Banchi                 | Allenatori | Frank Vitucci              |

| Arbitri: | Roberto Chiari (Ponzano Veneto) Alessandro Vicino (Argelato) Mark Bartoli (Trieste) |

|                                     |            |                                        |
| Stipčević 27 Cavaliero 13 Kinsey 11 | Punti      | 30 Brown 17 Hackett 7 Moss, Sanik'idze |
| Stipčević 3                         | Assist     | 1 Moss, Sanik'idze                     |
| Mack 11                             | Rimbalzi   | 12 Sanik'idze                          |
| Zare Markovski                      | Allenatori | Luca Banchi                            |

| Arbitri: | Carmelo Paternicò (Piazza Armerina) Luca Weidmann (Campobasso) Maurizio Biggi (Cavenago di Brianza) |

|                                   |            |                                    |
| Kangur 16 Sanik'idze 14 Ortner 14 | Punti      | 18 Pinkney 17 Johnson 16 Rochestie |
| Janning 6                         | Assist     | 5 Rochestie                        |
| Eze 7                             | Rimbalzi   | 9 Pinkney                          |
| Luca Banchi                       | Allenatori | Massimo Cancellieri                |

| Arbitri: | Paolo Taurino (Vignola) Saverio Lanzarini (Bologna) Alessandro Martolini (Roma) |

|                                  |            |                             |
| Gentile 22 Mpourousīs 14 Melli 9 | Punti      | 24 Brown 15 Moss 11 Janning |
| M. Green 7                       | Assist     | 3 Brown, Kangur             |
| Mpourousīs 10                    | Rimbalzi   | 5 Eze, Moss, Sanik'idze     |
| Sergio Scariolo                  | Allenatori | Luca Banchi                 |

| Arbitri: | Enrico Sabetta (Termoli) Carmelo Lo Guzzo (Pisa) Gabriele Bettini (Bologna) |

|                                  |            |                              |
| Brown 15 Sanik'idze 13 Kangur 12 | Punti      | 21 Taylor 16 Datome 14 Lawal |
| Brown 7                          | Assist     | 5 Taylor                     |
| Sanik'idze 5                     | Rimbalzi   | 14 Lawal                     |
| Luca Banchi                      | Allenatori | Marco Calvani                |

| Arbitri: | Paolo Taurino (Vignola) Marco Giansanti (Roma) Gianluca Calbucci (Pomezia) |

|                                     |            |                                       |
| Akindele 19 Jelovac 13 Mavraides 11 | Punti      | 10 Brown 10 Hackett 8 Eze, Sanik'idze |
| Maresca 2                           | Assist     | 2 Brown                               |
| Akindele 11                         | Rimbalzi   | 7 Sanik'idze                          |
| Stefano Sacripanti                  | Allenatori | Luca Banchi                           |

| Arbitri: | Carmelo Paternicò (Piazza Armerina) Massimiliano Filippini (San Lazzaro) Manuel Mazzoni (Grosseto) |

|                            |            |                                   |
| Brown 24 Moss 17 Ortner 15 | Punti      | 17 Leunen 10 Brooks 10 Mancinelli |
| Rašić 5                    | Assist     | 4 Smith, Tabu                     |
| Ortner 7                   | Rimbalzi   | 6 Brooks, Smith                   |
| Luca Banchi                | Allenatori | Andrea Trinchieri                 |

| Arbitri: | Guerrino Cerebuch (Trieste) Alessandro Martolini (Roma) Denny Borgioni (Roma) |

|                                |            |                            |
| Lakovič 19 Ivanov 15 Hunter 14 | Punti      | 20 Brown 16 Kangur 10 Moss |
| Hunter 3                       | Assist     | 3 Rašić                    |
| Ivanov 10                      | Rimbalzi   | 8 Kangur                   |
| Cesare Pancotto                | Allenatori | Luca Banchi                |

| Arbitri: | Paolo Taurino (Vignola) Tolga Sahin (Messina) Maurizio Biggi (Cavenago di Brianza) |

|                               |            |                        |
| Vitali 17 Kotti 16 Jackson 14 | Punti      | 28 Brown 14 Moss 8 Eze |
| Vitali 8                      | Assist     | 4 Brown                |
| Perić, Vitali 10              | Rimbalzi   | 13 Eze                 |
| Luigi Gresta                  | Allenatori | Luca Banchi            |

| Arbitri: | Roberto Begnis (Crema) Manuel Mazzoni (Grosseto) Evangelista Caiazza (Arzano) |

|                            |            |                             |
| Kangur 18 Brown 15 Moss 14 | Punti      | 12 Pullen 9 Anđušić 7 Poeta |
| Brown 7                    | Assist     | 3 Gaddefors, Imbrò          |
| Kangur 11                  | Rimbalzi   | 10 Gigli                    |
| Luca Banchi                | Allenatori | Luca Bechi                  |

| Arbitri: | Luigi Lamonica (Roseto degli Abruzzi) Dino Seghetti (Livorno) Paolo Quacci (Albuzzano) |

|                         |            |                                 |
| Brown 22 Moss 16 Eze 15 | Punti      | 24 Clark 16 Szewczyk 15 Diawara |
| Brown 8                 | Assist     | 4 Rosselli                      |
| Kangur, Moss 6          | Rimbalzi   | 12 Szewczyk                     |
| Luca Banchi             | Allenatori | Andrea Mazzon                   |

| Arbitri: | Guerrino Cerebuch (Trieste) Lorenzo Baldini (Firenze) Mauro Pozzana (Udine) |

|                                     |            |                            |
| Cinciarini 22 Johnson 15 Amoroso 13 | Punti      | 17 Moss 16 Kangur 13 Brown |
| Di Bella 6                          | Assist     | 11 Brown                   |
| Burns 10                            | Rimbalzi   | 6 Eze, Hackett             |
| Charlie Recalcati                   | Allenatori | Luca Banchi                |

| Arbitri: | Giampaolo Cicoria (Milano) Gianluca Sardella (Rimini) Emanuele Aronne (Viterbo) |

|                               |            |                                    |
| Brown 23 Hackett 15 Kangur 13 | Punti      | 33 T. Diener 18 Thornton 11 Easley |
| Brown, Hackett 5              | Assist     | 6 T. Diener                        |
| Moss 7                        | Rimbalzi   | 9 Gordon                           |
| Luca Banchi                   | Allenatori | Meo Sacchetti                      |

#### Play-off
Tutti i turni di play-off si giocano al meglIo delle 7 partite. La squadra con il miglior piazzamento in classifica al termine della stagione regolare gioca in casa gara-1, gara-2 e le eventuali gara-5 e gara-7.
|   | Quarti di finale | G1  | G2 | G3 | G4 | G5 | G6 | G7 |
| - | ---------------- | --- | -- | -- | -- | -- | -- | -- |
| 4 | Olimpia Milano   | 103 | 81 | 73 | 69 | 82 | 66 | 80 |
| 5 | Mens Sana        | 79  | 79 | 92 | 75 | 67 | 72 | 90 |

|   | Semifinali      | G1 | G2 | G3 | G4 | G5 | G6 | G7 |
| - | --------------- | -- | -- | -- | -- | -- | -- | -- |
| 1 | Pall. Varese    | 72 | 64 | 59 | 77 | 71 | 82 | 69 |
| 5 | Mens Sana Siena | 80 | 62 | 72 | 78 | 67 | 80 | 82 |

|   | Finale          | G1 | G2 | G3 | G4 | G5 |
| - | --------------- | -- | -- | -- | -- | -- |
| 3 | Virtus Roma     | 76 | 67 | 81 | 71 | 63 |
| 5 | Mens Sana Siena | 85 | 62 | 89 | 81 | 79 |

##### Quarti di finale
| Arbitri: | Gianluca Mattioli (Pesaro) Tolga Sahin (Messina) Alessandro Vicino (Argelato) |

|                                      |            |                                              |
| Hairston 20 Gentile 16 Mpourousīs 14 | Punti      | 30 Christmas 13 Brown 9 Hackett              |
| Green 9                              | Assist     | 2 Brown, Christmas, Kangur, Moss, Sanik'idze |
| Mensah-Bonsu, Mpourousīs 8           | Rimbalzi   | 6 Eze                                        |
| Sergio Scariolo                      | Allenatori | Luca Banchi                                  |

| Arbitri: | Roberto Chiari (Ponzano Veneto) Emanuele Aronne (Viterbo) Paolo Quacci (Albuzzano) |

|                                  |            |                             |
| Gentile 18 Hairston 14 Bremer 14 | Punti      | 18 Brown 18 Ress 18 Hackett |
| Bremer 5                         | Assist     | 4 Hackett                   |
| Mensah-Bonsu 9                   | Rimbalzi   | 7 Hackett                   |
| Sergio Scariolo                  | Allenatori | Luca Banchi                 |

| Arbitri: | Paolo Taurino (Vignola) Marco Giansanti (Roma) Manuel Mazzoni (Grosseto) |

|                             |            |                                 |
| Moss 26 Brown 20 Hackett 20 | Punti      | 18 Hairston 17 Gentile 11 Melli |
| Hackett 11                  | Assist     | 5 Bremer                        |
| Sanik'idze 5                | Rimbalzi   | 4 Hairston, Melli               |
| Luca Banchi                 | Allenatori | Sergio Scariolo                 |

| Arbitri: | Giampaolo Cicoria (Milano) Luca Weidmann (Campobasso) Gianluca Sardella (Rimini) |

|                               |            |                                                |
| Brown 17 Eze 14 Carraretto 14 | Punti      | 21 Langford 9 Mensah-Bonsu 8 Gentile, Hairston |
| Hackett 5                     | Assist     | 3 Melli                                        |
| 12 Eze                        | Rimbalzi   | 13 Mensah-Bonsu                                |
| Luca Banchi                   | Allenatori | Sergio Scariolo                                |

| Arbitri: | Luigi Lamonica (Roseto degli Abruzzi) Roberto Chiari (Ponzano Veneto) Gabriele Bettini (Bologna) |

|                                              |            |                                  |
| Mpourousīs 18 Hairston 17 Bremer, Gentile 15 | Punti      | 12 Sanik'idze 10 Hackett 8 Brown |
| Gentile, Hairston, Langford 3                | Assist     | 3 Hackett, Rašić                 |
| Mpourousīs 12                                | Rimbalzi   | 10 Sanik'idze                    |
| Sergio Scariolo                              | Allenatori | Luca Banchi                      |

| Arbitri: | Carmelo Paternicò (Piazza Armerina) Alessandro Martolini (Roma) Emanuele Aronne (Viterbo) |

|                                   |            |                                           |
| Hackett 18 Brown 15 Carraretto 13 | Punti      | 18 Gentile 16 Mpourousīs 11 Hairston      |
| Hackett 5                         | Assist     | 2 Bremer, Fōtsīs, M. Hairston, Mpourousīs |
| Eze 8                             | Rimbalzi   | 7 Mpourousīs                              |
| Luca Banchi                       | Allenatori | Sergio Scariolo                           |

| Arbitri: | Giampaolo Cicoria (Milano) Roberto Begnis (Crema) Gianluca Sardella (Rimini) |

|                                   |            |                                   |
| Langford 18 Bremer 17 Hairston 10 | Punti      | 25 Hackett 17 Brown 17 Sanik'idze |
| Green 3                           | Assist     | 6 Hackett                         |
| Mensah-Bonsu, Mpourousīs 6        | Rimbalzi   | 6 Sanik'idze                      |
| Sergio Scariolo                   | Allenatori | Luca Banchi                       |

##### Semifinali
| Arbitri: | Roberto Begnis (Crema) Roberto Chiari (Ponzano Veneto) Massimiliano Filippini (San Lazzaro) |

|                           |            |                             |
| Ere 15 Green 14 Šakota 13 | Punti      | 29 Brown 17 Moss 10 Hackett |
| Green 8                   | Assist     | 4 Brown                     |
| Ere 8                     | Rimbalzi   | 9 Eze                       |
| Frank Vitucci             | Allenatori | Luca Banchi                 |

| Arbitri: | Gianluca Mattioli (Pesaro) Alessandro Martolini (Roma) Emanuele Aronne (Viterbo) |

|                              |            |                                    |
| Green 13 Dunston 13 Banks 11 | Punti      | 17 Hackett 11 Brown 7 Kangur, Ress |
| Green 6                      | Assist     | 5 Brown                            |
| Talts 11                     | Rimbalzi   | 7 Kangur                           |
| Frank Vitucci                | Allenatori | Luca Banchi                        |

| Arbitri: | Saverio Lanzarini (Bologna) Tolga Sahin (Messina) Luca Weidmann (Campobasso) |

|                             |            |                               |
| Moss 17 Brown 15 Hackett 13 | Punti      | 17 Dunston 9 Šakota 8 Cerella |
| Brown 5                     | Assist     | 5 Green                       |
| Ortner 10                   | Rimbalzi   | 8 Dunston, Polonara           |
| Luca Banchi                 | Allenatori | Frank Vitucci                 |

| Arbitri: | Giampaolo Cicoria (Milano) Carmelo Paternicò (Piazza Armerina) Massimiliano Filippini (San Lazzaro) |

|                             |            |                          |
| Brown 27 Hackett 16 Moss 11 | Punti      | 22 Ere 12 Green 11 Banks |
| Moss 4                      | Assist     | 4 Green                  |
| Ress 5                      | Rimbalzi   | 10 Green                 |
| Luca Banchi                 | Allenatori | F. Vitucci               |

| Arbitri: | Saverio Lanzarini (Bologna) Alessandro Martolini (Roma) Emanuele Aronne (Viterbo) |

|                                  |            |                                  |
| Banks 18 Ere 15 Šakota, Talts 11 | Punti      | 25 Brown 10 Sanik'idze 8 Janning |
| Green 5                          | Assist     | 7 Hackett                        |
| Dunston 7                        | Rimbalzi   | 11 Sanik'idze                    |
| Frank Vitucci                    | Allenatori | Luca Banchi                      |

| Arbitri: | Luigi Lamonica (Roseto degli Abruzzi) Enrico Sabetta (Termoli) Gabriele Bettini (Bologna) |

|                            |            |                              |
| Brown 17 Ortner 17 Moss 17 | Punti      | 20 Green 16 Banks 10 Dunston |
| Hackett 5                  | Assist     | 5 Green                      |
| Moss 9                     | Rimbalzi   | 10 Green                     |
| Luca Banchi                | Allenatori | Frank Vitucci                |

| Arbitri: | Guerrino Cerebuch (Trieste) Paolo Taurino (Vignola) Luca Weidmann (Campobasso) |

|                           |            |                             |
| Green 20 Šakota 12 Ere 11 | Punti      | 23 Hackett 19 Moss 14 Brown |
| Green 6                   | Assist     | 9 Hackett                   |
| Talts 10                  | Rimbalzi   | 6 Kangur, Moss, Ortner      |
| Frank Vitucci             | Allenatori | Luca Banchi                 |

##### Finale
| Arbitri: | Giampaolo Cicoria (Milano) Carmelo Paternicò (Piazza Armerina) Gabriele Bettini (Bologna) |

|                            |            |                             |
| Lawal 17 Goss 16 Taylor 15 | Punti      | 20 Moss 18 Hackett 17 Brown |
| Goss 4                     | Assist     | 10 Hackett                  |
| Lawal 8                    | Rimbalzi   | 5 Ortner, Sanik'idze        |
| Marco Calvani              | Allenatori | Luca Banchi                 |

| Arbitri: | Luigi Lamonica (Roseto degli Abruzzi) Paolo Taurino (Vignola) Tolga Sahin (Messina) |

|                              |            |                                    |
| Lawal 19 Datome 17 Taylor 10 | Punti      | 19 Ortner 12 Hackett 8 Brown, Moss |
| Taylor 6                     | Assist     | 4 Hackett                          |
| Lawal 13                     | Rimbalzi   | 7 Hackett, Moss                    |
| Marco Calvani                | Allenatori | Luca Banchi                        |

| Arbitri: | Guerrino Cerebuch (Trieste) Gianluca Mattioli (Pesaro) Emanuele Aronne (Viterbo) |

|                                |            |                            |
| Brown 23 Hackett 17 Janning 13 | Punti      | 25 Datome 15 Jones 12 Goss |
| Hackett 8                      | Assist     | 6 Taylor                   |
| Kangur 7                       | Rimbalzi   | 9 Lawal                    |
| Luca Banchi                    | Allenatori | Marco Calvani              |

| Arbitri: | Roberto Begnis (Crema) Enrico Sabetta (Termoli) Luca Weidmann (Campobasso) |

|                             |            |                              |
| Hackett 16 Moss 15 Brown 14 | Punti      | 17 Datome 16 Lawal 14 Taylor |
| Brown 5                     | Assist     | 2 Datome, Goss, Taylor       |
| Sanik'idze 5                | Rimbalzi   | 7 Goss                       |
| Luca Banchi                 | Allenatori | Marco Calvani                |

| Arbitri: | Guerrino Cerebuch (Trieste) Carmelo Paternicò (Piazza Armerina) Paolo Taurino (Vignola) |

|                            |            |                                |
| Lawal 20 Datome 15 Goss 11 | Punti      | 18 Brown 11 Moss 10 Janning    |
| Jones 4                    | Assist     | 2 Brown, Hackett, Moss, Ortner |
| Lawal 9                    | Rimbalzi   | 9 Moss                         |
| Marco Calvani              | Allenatori | Luca Banchi                    |

| Campione d'Italia 2012-13            |
| ------------------------------------ |
| Mens Sana Siena 8º titolo (revocato) |

### Eurolega
Per la Mens Sana si tratta della 10ª partecipazione all'Eurolega. Il sorteggio per la composizione dei gironi della regular season si è svolto il 6 luglio. La prima fase della competizione si è svolta dal 10 ottobre al 14 dicembre 2012 e la Mens Sana è stata sorteggiata nel Gruppo B così composto:
- Maccabi Tel Aviv
- Mens Sana Siena
- Alba Berlino

- Málaga
- Gdynia
- Élan Chalon

Le prime quattro classificate accedono alla seconda fase: le Top 16.
La Mens Sana si è classificata al 3º posto accedendo così alla fase successiva, anch'essa a gironi, che si è svolta dal 27 dicembre 2012 al 5 aprile 2013. La compagine senese è stata inserita nel Girone F composto da:
- Maccabi Tel Aviv
- Barcellona
- Chimki
- Olympiakos

- Mens Sana Siena
- Beşiktaş
- Fenerbahçe
- Saski Baskonia

Le prime quattro classificate accedono ai quarti di finale.
La Mens Sana si è classificata al 6º posto venendo così eliminata dalla competizione.

#### Regular season
|    | Classifica Gruppo D | P.ti | G  | V | P | PF  | PS  | DP   |
| -- | ------------------- | ---- | -- | - | - | --- | --- | ---- |
| 1. | Maccabi Tel Aviv    | 16   | 10 | 8 | 2 | 810 | 708 | +102 |
| 2. | Málaga              | 16   | 10 | 8 | 2 | 762 | 715 | +47  |
| 3. | Mens Sana Siena     | 10   | 10 | 5 | 5 | 879 | 844 | +35  |
| 4. | Alba Berlino        | 8    | 10 | 4 | 6 | 722 | 748 | -26  |
| 5. | Élan Chalon         | 6    | 10 | 3 | 7 | 782 | 843 | -61  |
| 6. | Gdynia              | 4    | 10 | 2 | 8 | 704 | 801 | -197 |

| Risultati        | MAC   | MSB     | ALBA  | CBM   | GDY   | ESC   |
| ---------------- | ----- | ------- | ----- | ----- | ----- | ----- |
| Maccabi Tel Aviv |       | 70-68   | 78-62 | 62-64 | 93-62 | 78-73 |
| Mens Sana Siena  | 89-87 |         | 82-92 | 91-72 | 88-95 | 93-90 |
| Alba Berlino     | 76-78 | 73-75   |       | 63-74 | 67-64 | 74-71 |
| Málaga           | 80-85 | 91-89   | 67-62 |       | 63-48 | 86-62 |
| Gdynia           | 73-89 | 66-101  | 77-66 | 75-77 |       | 70-66 |
| Élan Chalon      | 61-90 | 108-103 | 82-87 | 78-88 | 81-74 |       |

| Arbitri: | Juan Carlos García González Robert Vyklický Marko Juras |

|                            |            |                              |
| Moss 17 Kangur 13 Brown 10 | Punti      | 15 Wood 14 Đedović 13 Idbihi |
| Moss 3                     | Assist     | 6 Morley                     |
| Kasun                      | Rimbalzi   | 6 Morley                     |
| Luca Banchi                | Allenatori | Saša Obradović               |

| Arbitri: | Christos Christodoulou Borys Ryžyk Tomasz Trawicki |

|                                 |            |                                 |
| Hickman 19 Thomas 14 Eliyahu 11 | Punti      | 16 Kemp 11 Brown 9 Kangur, Moss |
| Hickman 3                       | Assist     | 6 Brown                         |
| Eliyahu, Thomas 11              | Rimbalzi   | 12 Sanik'idze                   |
| David Blatt                     | Allenatori | Luca Banchi                     |

| Arbitri: | Ilija Belošević Fernando Rocha Nicolas Maestre |

|                                 |            |                          |
| Williams 15 Calloway 15 Gist 13 | Punti      | 22 Brown 16 Kemp 15 Moss |
| Williams 6                      | Assist     | 6 Brown                  |
| Gist 6                          | Rimbalzi   | 13 Sanik'idze            |
| Jasmin Repeša                   | Allenatori | Luca Banchi              |

| Arbitri: | Dubravko Muhvić Luís Lopes Radomir Vojinović |

|                           |            |                                    |
| Brown 34 Moss 12 Kasun 10 | Punti      | 28 Williams 17 Schilb 14 Lauvergne |
| Brown 5                   | Assist     | 6 Tchicamboud                      |
| Ress 9                    | Rimbalzi   | 13 Williams                        |
| Luca Banchi               | Allenatori | Gregor Beugnot                     |

| Arbitri: | Borys Šulga Īlia Koromīlas Sérgio Silva |

|                                   |            |                             |
| Acker 15 Koszarek 13 Hrycaniuk 12 | Punti      | 27 Brown 16 Janning 16 Moss |
| Koszarek 4                        | Assist     | 7 Brown                     |
| Hrycaniuk 5                       | Rimbalzi   | 7 Ress                      |
| Kęstutis Kemzūra                  | Allenatori | Luca Banchi                 |

| Arbitri: | Grzegorz Ziemblicki Petar Obradović Rüştü Nuran |

|                                    |            |                               |
| Thompson 20 Avdalović 13 Idbihi 12 | Punti      | 21 Brown 13 Kangur 12 Hackett |
| Avdalović, Thompson 4              | Assist     | 6 Brown                       |
| Đedović 10                         | Rimbalzi   | 5 Hackett                     |
| Saša Obradović                     | Allenatori | Luca Banchi                   |

| Arbitri: | Milivoje Jovčić Oļegs Latiševs Damir Javor |

|                                     |            |                                |
| Brown 16 Hackett 13 Kangur, Ress 12 | Punti      | 22 James 19 Eliyahu 13 Hickman |
| Brown 6                             | Assist     | 5 Ohayon                       |
| Moss 9                              | Rimbalzi   | 12 James                       |
| Luca Banchi                         | Allenatori | David Blatt                    |

| Arbitri: | Robert Lottermoser Spiros Gkontas Marcin Kowalski |

|                             |            |                                                                 |
| Moss 13 Ortner 12 Kangur 11 | Punti      | 29 Žorić 16 Simon 4 Dragić, Perović, Urtasun, Vázquez, Williams |
| Hackett 7                   | Assist     | 6 Simon                                                         |
| Kangur, Sanik'idze 6        | Rimbalzi   | 6 Gist                                                          |
| Luca Banchi                 | Allenatori | Jasmin Repeša                                                   |

| Arbitri: | Recep Ankaralı Sreten Radović Óscar Perea |

|                                 |            |                             |
| Schilb 28 Michel 20 Williams 15 | Punti      | 26 Brown 13 Ress 12 Janning |
| Houston 7                       | Assist     | 10 Brown                    |
| Schilb, Williams 7              | Rimbalzi   | 5 Sanik'idze                |
| Gregor Beugnot                  | Allenatori | Luca Banchi                 |

| Arbitri: | Emilio Pérez Pizarro Renaud Geller Erşan Kartal |

|                                         |            |                                          |
| Brown 23 Janning 11 Carraretto, Rašić 9 | Punti      | 26 Blassingame 20 Koszarek 18 Mahalbasić |
| Brown 6                                 | Assist     | 4 Blassingame                            |
| Eze 7                                   | Rimbalzi   | 16 Mahalbasić                            |
| Luca Banchi                             | Allenatori | Kęstutis Kemzūra                         |

#### Top 16
|    | Classifica Gruppo F | P.ti | G  | V  | P  | PF   | PS   | DP   |
| -- | ------------------- | ---- | -- | -- | -- | ---- | ---- | ---- |
| 1. | Barcellona          | 26   | 14 | 13 | 1  | 1151 | 986  | +165 |
| 2. | Olympiakos          | 18   | 14 | 9  | 5  | 1068 | 1033 | +35  |
| 3. | Maccabi Tel Aviv    | 16   | 14 | 8  | 6  | 1105 | 1012 | +93  |
| 4. | Saski Baskonia      | 16   | 14 | 8  | 6  | 1093 | 1045 | +48  |
| 5. | Chimki              | 14   | 14 | 7  | 7  | 1133 | 1051 | +82  |
| 6. | Mens Sana Siena     | 14   | 14 | 7  | 7  | 1036 | 1057 | -21  |
| 7. | Beşiktaş            | 4    | 14 | 2  | 12 | 893  | 1104 | -221 |
| 8. | Fenerbahçe          | 4    | 14 | 2  | 12 | 1055 | 1246 | -191 |

| Risultati        | MAC   | FCB   | CHI   | OLY   | MSB   | BJK    | FBU    | BAS   |
| ---------------- | ----- | ----- | ----- | ----- | ----- | ------ | ------ | ----- |
| Maccabi Tel Aviv |       | 77-82 | 80-79 | 77-78 | 92-61 | 101-58 | 91-73  | 70-71 |
| Barcellona       | 74-71 |       | 71-69 | 76-68 | 85-66 | 88-61  | 100-78 | 83-74 |
| Chimki           | 88-67 | 78-65 |       | 82-87 | 78-71 | 87-56  | 99-76  | 82-86 |
| Olympiakos       | 67-73 | 77-90 | 79-70 |       | 72-74 | 77-64  | 82-71  | 82-74 |
| Mens Sana Siena  | 79-69 | 69-77 | 82-76 | 67-68 |       | 63-57  | 87-69  | 85-74 |
| Beşiktaş         | 55-77 | 59-73 | 75-80 | 60-79 | 72-70 |        | 80-73  | 73-83 |
| Fenerbahçe       | 85-94 | 60-99 | 85-82 | 73-78 | 92-98 | 78-72  |        | 75-97 |
| Saski Baskonia   | 60-79 | 79-90 | 71-83 | 82-74 | 76-64 | 77-51  | 87-67  |       |

| Arbitri: | José Martín Juan Carlos García González Panagiotis Anastopoulos |

|                          |            |                                |
| Ress 18 Brown 16 Moss 13 | Punti      | 18 James 13 Eliyahu 12 Hickman |
| Brown 7                  | Assist     | 4 Eliyahu, Ohayon              |
| Sanik'idze 8             | Rimbalzi   | 8 Hickman                      |
| Luca Banchi              | Allenatori | David Blatt                    |

| Arbitri: | José Ramón García Ortiz Siniša Herceg Petar Obradović |

|                                       |            |                                  |
| Bogdanović 31 McCalebb 17 Preldžič 15 | Punti      | 41 Brown 19 Sanik'idze 9 Hackett |
| Preldžič 8                            | Assist     | 7 Brown                          |
| Preldžič 6                            | Rimbalzi   | 8 Sanik'idze                     |
| Simone Pianigiani                     | Allenatori | Luca Banchi                      |

| Arbitri: | Recep Ankaralı Fernando Rocha Tomasz Trawicki |

|                             |            |                                     |
| Brown 20 Ress 16 Jenning 12 | Punti      | 13 Rivers 12 Lončar 11 Davis, Monja |
| Hackett 4                   | Assist     | 7 Planinić                          |
| Ress 10                     | Rimbalzi   | 6 Augustine                         |
| Luca Banchi                 | Allenatori | Rimas Kurtinaitis                   |

| Arbitri: | Vicente Bultó Milivoje Jovčić Emilio Pérez Pizarro |

|                                                 |            |                                     |
| Hines 13 Spanoulīs 13 Perperoglou, Shermadini 9 | Punti      | 22 Brown 10 Ress 9 Moss, Sanik'idze |
| Spanoulīs 5                                     | Assist     | 6 Brown                             |
| Hines 9                                         | Rimbalzi   | 8 Sanik'idze                        |
| Giōrgos Mpartzōkas                              | Allenatori | Luca Banchi                         |

| Arbitri: | Borys Ryžyk Marek Ćmikiewicz Óscar Perea |

|                                   |            |                                  |
| Sanik'idze 14 Brown 13 Janning 10 | Punti      | 16 Jerrells 14 Vidmar 12 Markota |
| Hackett 5                         | Assist     | 3 Jerrells                       |
| Kangur 10                         | Rimbalzi   | 8 Markota                        |
| Luca Banchi                       | Allenatori | Erman Kunter                     |

| Arbitri: | Sreten Radović Matej Boltauzer Robert Lottermoser |

|                               |            |                            |
| Tomić 20 Rabaseda 16 Jawai 11 | Punti      | 19 Brown 14 Hackett 12 Eze |
| Marcelinho, Tomić 5           | Assist     | 4 Brown                    |
| Tomić 5                       | Rimbalzi   | 6 Kangur                   |
| Xavi Pascual                  | Allenatori | Luca Banchi                |

| Arbitri: | Fernando Rocha Oļegs Latiševs Joseph Bissang |

|                                |            |                                |
| Brown 18 Janning 16 Hackett 16 | Punti      | 17 Lampe 15 Bjelica 10 Nocioni |
| Brown 5                        | Assist     | 8 Heurtel                      |
| Moss 11                        | Rimbalzi   | 7 Bjelica                      |
| Luca Banchi                    | Allenatori | Žan Tabak                      |

| Arbitri: | Ilija Belošević Luís Lopes Damir Javor |

|                             |            |                          |
| Smith 19 Ohayon 19 Pnini 15 | Punti      | 13 Brown 13 Kangur 9 Eze |
| Smith 4                     | Assist     | 4 Janning                |
| Smith 8                     | Rimbalzi   | 5 Eze, Janning           |
| David Blatt                 | Allenatori | Luca Banchi              |

| Arbitri: | Juan Carlos Arteaga Jakub Zamojski Īlia Koromīlas |

|                                    |            |                                                      |
| Rašić 16 Hackett 13 Brown, Moss 12 | Punti      | 22 Bogdanović 10 McCalebb 8 Andersen, Batiste, Savaş |
| Brown, Hackett 4                   | Assist     | 2 Sato                                               |
| Eze 8                              | Rimbalzi   | 8 Andersen                                           |
| Luca Banchi                        | Allenatori | Ertuğrul Erdoğan                                     |

| Arbitri: | Christos Christodoulou Dubravko Muhvić Rüştü Nuran |

|                             |            |                              |
| Rivers 19 Davis 18 Lončar 8 | Punti      | 17 Brown 12 Kangur 11 Ortner |
| Planinić 9                  | Assist     | 5 Brown                      |
| Davis 7                     | Rimbalzi   | 6 Moss, Sanik'idze,          |
| Rimas Kurtinaitis           | Allenatori | Luca Banchi                  |

| Arbitri: | José Ramón García Ortiz Borys Ryžyk Eddie Viator |

|                                 |            |                                                |
| Kangur 14 M. Janning 14 Moss 11 | Punti      | 11 Sloukas 11 Papanikolaou 10 Hines, Spanoulīs |
| Brown, Janning 4                | Assist     | 5 Spanoulīs                                    |
| Eze 9                           | Rimbalzi   | 11 Hines                                       |
| Luca Banchi                     | Allenatori | Giōrgos Mpartzōkas                             |

| Arbitri: | Juan Carlos García González Miguel Pérez Pérez Robert Vyklický |

|                            |            |                           |
| Açık 17 Çetin 14 Minard 14 | Punti      | 19 Brown 16 Moss 9 Kangur |
| Christopher 5              | Assist     | 8 Brown                   |
| Nalga, Vidmar 6            | Rimbalzi   | 5 Kangur                  |
| Erman Kunter               | Allenatori | Luca Banchi               |

| Arbitri: | Ilija Belošević Sreten Radović Joseph Bissang |

|                                  |            |                                  |
| Brown 15 Moss 12 Kangur, Ress 10 | Punti      | 22 Jawai 20 Ingles 14 Marcelinho |
| Brown 6                          | Assist     | 6 Marcelinho                     |
| Eze, Moss, Sanik'idze 5          | Rimbalzi   | 12 N. Jawai                      |
| Luca Banchi                      | Allenatori | Xavi Pascual                     |

| Arbitri: | Saša Pukl Recep Ankaralı Luís Lopes |

|                                     |            |                                      |
| Lampe 27 Nocioni 13 San Emeterio 13 | Punti      | 24 Brown 8 Janning 7 Eze, Sanik'idze |
| Heurtel 8                           | Assist     | 6 Brown                              |
| Nocioni 13                          | Rimbalzi   | 6 Eze                                |
| Žan Tabak                           | Allenatori | Luca Banchi                          |

### Coppa Italia
Grazie al terzo posto in classifica ottenuto al termine del girone d'andata la Mens Sana ha ottenuto il diritto a partecipare alle Final Eight di Coppa Italia che si è tenuta dal 7 al 10 febbraio al Mediolanum Forum di Assago e che l'ha vista vittoriosa per la quinta volta consecutiva.
|   | Squadra         | Ris. |
| - | --------------- | ---- |
| 3 | Mens Sana Siena | 82   |
| 6 | Pall. Reggiana  | 73   |

|   | Squadra         | Ris. |
| - | --------------- | ---- |
| 2 | Dinamo Sassari  | 78   |
| 3 | Mens Sana Siena | 85   |

|   | Squadra         | Ris. |
| - | --------------- | ---- |
| 1 | Pall. Varese    | 74   |
| 3 | Mens Sana Siena | 77   |

| Arbitri: | Enrico Sabetta (Termoli) Tolga Sahin (Messina) Gabriele Bettini (Bologna) |

| |            | |
| Brown 22 Janning 17 Moss 17 | Punti      | 20 Brunner 13 Antonutti 12 Cinciarini, Jeremić                                                                                 |
| Hackett 6 | Assist     | 8 Cinciarini |
| Hackett, Kangur 6 | Rimbalzi   | 5 Brunner |
| 7 Taylor· 8 Brunner· 9 Antenotti· 13 Slanina· 20 Cinciarini 4 Jeremić· 5 James· 11 Veccia· 12 Filloy· 14 Cervi· 15 Siliņš· 16 Deguara | Formazioni | 6 Brown· 8 Eze· 11 Kangur· 22 Janning· 34 Moss 10 Rašić· 13 Sanik'idze· 14 Ress· 16 Ortner· 18 Lechthaler· 21 Neri· 23 Hackett |
| Luca Banchi | Allenatori | Massimiliano Menetti |

| Arbitri: | Luigi Lamonica (Roseto degli Abruzzi) Tolga Sahin (Messina) Massimiliano Filippini (San Lazzaro) |

| |            | |
| Thornton 29 Easley 13 T. Diener 12                                                                                           | Punti      | 19 Hackett 13 Moss 11 Eze, Kangur                                                                                              |
| T. Diener 9 | Assist     | 5 Janning |
| Easley, Ignerski 8 | Rimbalzi   | 7 Kangur |
| 10 Thornton· 12 T. Diener· 11 Ignerski· 16 D. Diener· 43 Easley 8 Devecchi· 14 Sacchetti· 18 Vanuzzo· 21 Pinton· 24 DiLiegro | Formazioni | 6 Brown· 8 Eze· 13 Sanik'idze· 22 Janning· 34 Moss 10 Rašić· 11 Kangur· 14 Ress· 16 Ortner· 18 Lechthaler· 21 Neri· 23 Hackett |
| Meo Sacchetti | Allenatori | Luca Banchi |

| Arbitri: | Luigi Lamonica (Roseto degli Abruzzi) Giampaolo Cicoria (Milano) Saverio Lanzarini (Bologna) |

| |            | |
| Green 29 Dunston 14 De Nicolao 8                                                                                                   | Punti      | 25 Brown 17 Hackett 10 Janning                                                                                                 |
| Green 4 | Assist     | 4 Brown |
| Talts 8 | Rimbalzi   | 8 Sanik'idze |
| 6 Banks· 10 Green· 25 Ere· 33 Polonara· 42 Dunston 5 Šakota· 7 Rush· 8 Talts· 9 De Nicolao· 14 Balanzoni· 16 Bertoglio· 19 Cerella | Formazioni | 6 Brown· 8 Eze· 11 Kangur· 22 Janning· 34 Moss 10 Rašić· 13 Sanik'idze· 14 Ress· 16 Ortner· 18 Lechthaler· 21 Neri· 23 Hackett |
| Frank Vitucci | Allenatori | Luca Banchi |

| Vincitore Coppa Italia 2013          |
| ------------------------------------ |
| Mens Sana Siena 5º titolo (revocato) |

### Supercoppa italiana
La Supercoppa italiana si è svolta il 22 settembre 2012 allo 105 Stadium di Rimini ed ha visto la vittoria, per la seconda volta, della Pallacanestro Cantù.
| Arbitri: | Giampaolo Cicoria (Milano) Carmelo Paternicò (Piazza Armerina) Roberto Chiari (Ponzano Veneto) |

| |            | |
| Brown 20 Sanik'idze 17 Moss 10 | Punti      | 18 Tyus 15 Mark'oishvili 14 Smith |
| Hackett 5 | Assist     | 9 Smith |
| Sanik'idze 16 | Rimbalzi   | 7 Brooks |
| 6 Brown· 8 Eze· 13 Sanik'idze· 22 Janning· 34 Moss 4 Kasun· 9 Carraretto· 10 Rašić· 11 Kangur· 14 Ress· 18 Lechthaler· 23 Hackett | Formazioni | 8 Smith· 9 Mark'oishvili· 10 Leunen· 21 Aradori· 22 Cusin 4 Kudláček· 5 Abass· 12 Mazzarino· 13 Casella· 15 Brooks· 16 Tyus· 18 Tabu |
| Luca Banchi | Allenatori | Andrea Trinchieri |

## Statistiche

### Statistiche di squadra
| Competizione            | Punti | In casa | In casa | In casa | In casa | In casa | In trasferta | In trasferta | In trasferta | In trasferta | In trasferta | Totale | Totale | Totale | Totale | Totale | Totale |
| Competizione            | Punti | G       | V       | P       | PF      | PS      | G            | V            | P            | PF           | PS           | G      | V      | P      | PF     | PS     | DIF    |
| ----------------------- | ----- | ------- | ------- | ------- | ------- | ------- | ------------ | ------------ | ------------ | ------------ | ------------ | ------ | ------ | ------ | ------ | ------ | ------ |
| Serie A                 | 36    | 15      | 12      | 3       | 1222    | 1061    | 15           | 6            | 9            | 1087         | 1099         | 30     | 18     | 12     | 2309   | 2160   | +149   |
| Play-off                | -     | 8       | 7       | 1       | 639     | 578     | 11           | 5            | 6            | 832          | 828          | 19     | 12     | 7      | 1471   | 1406   | +65    |
| Totale Serie A          | -     | 23      | 19      | 4       | 1861    | 1639    | 26           | 11           | 15           | 1919         | 1927         | 49     | 30     | 19     | 3780   | 3566   | +214   |
| Eurolega Regular Season | 10    | 5       | 3       | 2       | 443     | 436     | 5            | 2            | 3            | 436          | 416          | 10     | 5      | 5      | 879    | 852    | +27    |
| Eurolega Top 16         | 14    | 7       | 5       | 2       | 532     | 490     | 7            | 2            | 5            | 504          | 567          | 14     | 7      | 7      | 1036   | 1057   | -21    |
| Totale Eurolega         | -     | 12      | 8       | 4       | 975     | 926     | 12           | 4            | 8            | 940          | 983          | 24     | 12     | 12     | 1915   | 1909   | +6     |
| Coppa Italia            | -     | -       | -       | -       | -       | -       | -            | -            | -            | -            | -            | 3      | 3      | 0      | 244    | 225    | +19    |
| Supercoppa italiana     | -     | -       | -       | -       | -       | -       | -            | -            | -            | -            | -            | 1      | 0      | 1      | 73     | 80     | -7     |
| Totale                  | -     | 35      | 27      | 8       | 2836    | 2565    | 38           | 15           | 23           | 2859         | 2910         | 77     | 45     | 32     | 6012   | 5780   | +232   |

### Statistiche dei giocatori
| Giocatore      | Serie A | Serie A | Serie A | Serie A | Eurolega | Eurolega | Eurolega | Eurolega | Coppa Italia | Coppa Italia | Coppa Italia | Coppa Italia | Supercoppa | Supercoppa | Supercoppa | Supercoppa | Totale | Totale | Totale | Totale |
| Giocatore      | PG      | PTI     | AST     | RIM     | PG       | PTI      | AST      | RIM      | PG           | PTI          | AST          | RIM          | PG         | PTI        | AST        | RIM        | PG     | PTI    | AST    | RIM    |
| -------------- | ------- | ------- | ------- | ------- | -------- | -------- | -------- | -------- | ------------ | ------------ | ------------ | ------------ | ---------- | ---------- | ---------- | ---------- | ------ | ------ | ------ | ------ |
| F. Antonini    | 0       | 0       | 0       | 0       | 0        | 0        | 0        | 0        | 0            | 0            | 0            | 0            | 0          | 0          | 0          | 0          | 0      | 0      | 0      | 0      |
| B. Brown       | 49      | 846     | 172     | 104     | 24       | 452      | 128      | 41       | 3            | 55           | 12           | 6            | 1          | 20         | 2          | 4          | 77     | 1373   | 314    | 155    |
| A. Cappelletti | 0       | 0       | 0       | 0       | 0        | 0        | 0        | 0        | 0            | 0            | 0            | 0            | 0          | 0          | 0          | 0          | 0      | 0      | 0      | 0      |
| M. Carraretto  | 47      | 184     | 25      | 59      | 21       | 65       | 11       | 22       | 0            | 0            | 0            | 0            | 1          | 3          | 0          | 0          | 69     | 252    | 36     | 81     |
| D. Christmas   | 9       | 46      | 11      | 14      | 0        | 0        | 0        | 0        | 0            | 0            | 0            | 0            | 0          | 0          | 0          | 0          | 9      | 46     | 11     | 14     |
| B. Eze         | 41      | 243     | 7       | 196     | 17       | 96       | 9        | 74       | 3            | 15           | 0            | 10           | 1          | 6          | 1          | 6          | 62     | 360    | 17     | 286    |
| D. Hackett     | 46      | 492     | 165     | 162     | 22       | 159      | 67       | 50       | 3            | 44           | 11           | 12           | 1          | 7          | 5          | 1          | 72     | 702    | 248    | 225    |
| M. Janning     | 40      | 262     | 39      | 73      | 21       | 177      | 33       | 35       | 3            | 37           | 11           | 8            | 1          | 2          | 0          | 2          | 65     | 478    | 83     | 118    |
| K. Kangur      | 48      | 353     | 46      | 179     | 24       | 207      | 30       | 84       | 3            | 16           | 3            | 13           | 1          | 3          | 0          | 0          | 76     | 579    | 79     | 276    |
| M. Kasun       | 9       | 56      | 2       | 31      | 8        | 40       | 2        | 32       | 0            | 0            | 0            | 0            | 1          | 2          | 1          | 1          | 18     | 98     | 5      | 64     |
| M. Kemp        | 1       | 2       | 0       | 1       | 3        | 39       | 4        | 8        | 0            | 0            | 0            | 0            | 0          | 0          | 0          | 0          | 4      | 41     | 4      | 9      |
| L. Lechthaler  | 9       | 17      | 17      | 21      | 4        | 8        | 1        | 6        | 3            | 2            | 0            | 1            | 0          | 0          | 0          | 0          | 16     | 27     | 18     | 28     |
| D. Moss        | 49      | 562     | 80      | 203     | 24       | 235      | 38       | 96       | 3            | 38           | 5            | 12           | 1          | 10         | 1          | 6          | 77     | 845    | 124    | 317    |
| F. Nasello     | 0       | 0       | 0       | 0       | 0        | 0        | 0        | 0        | 0            | 0            | 0            | 0            | 0          | 0          | 0          | 0          | 0      | 0      | 0      | 0      |
| F. Neri        | 1       | 3       | 0       | 0       | 0        | 0        | 0        | 0        | 0            | 0            | 0            | 0            | 0          | 0          | 0          | 0          | 1      | 3      | 0      | 0      |
| B. Ortner      | 32      | 172     | 13      | 94      | 16       | 76       | 13       | 32       | 3            | 6            | 0            | 8            | 0          | 0          | 0          | 0          | 51     | 254    | 26     | 134    |
| A. Papi        | 0       | 0       | 0       | 0       | 0        | 0        | 0        | 0        | 0            | 0            | 0            | 0            | 0          | 0          | 0          | 0          | 0      | 0      | 0      | 0      |
| A. Rašić       | 38      | 77      | 31      | 19      | 16       | 70       | 13       | 11       | 3            | 5            | 0            | 4            | 1          | 0          | 1          | 1          | 58     | 152    | 45     | 35     |
| T. Ress        | 44      | 203     | 27      | 129     | 19       | 154      | 14       | 61       | 2            | 12           | 0            | 4            | 1          | 3          | 0          | 0          | 66     | 372    | 41     | 194    |
| V. Sanik'idze  | 48      | 262     | 35      | 229     | 24       | 137      | 18       | 123      | 3            | 14           | 4            | 17           | 1          | 17         | 1          | 16         | 76     | 430    | 58     | 385    |
| D. Sousa       | 0       | 0       | 0       | 0       | 0        | 0        | 0        | 0        | 0            | 0            | 0            | 0            | 0          | 0          | 0          | 0          | 0      | 0      | 0      | 0      |
| F. Tealdi      | 0       | 0       | 0       | 0       | 0        | 0        | 0        | 0        | 0            | 0            | 0            | 0            | 0          | 0          | 0          | 0          | 0      | 0      | 0      | 0      |